# Justin Schultz
Justin Schultz (ur. 6 lipca 1990 w Kelowna, Kolumbia Brytyjska, Kanada) – kanadyjski hokeista, reprezentant Kanady.

## Kariera klubowa
- Westide Warriors (2006 - 2009)
- University of Wisconsin (2009 - 30.06.2012)
- Edmonton Oilers (30.06.2012 - 28.02.2016)
  -  Oklahoma City Barons (2012 - 2013)
- Pittsburgh Penguins (28.02.2016 - 2020)
- Washington Capitals (10.2020-2022)[1]
- Seattle Kraken (07.2022)[2]

## Kariera reprezentacyjna
- Reprezentant Kanady na MŚ w 2013

## Sukcesy
Klubowe
- Puchar Stanleya: 2016, 2017 z Pittsburgh Penguins